# Aalto-Universität
Die Aalto-Universität (finnisch Aalto-yliopisto, schwedisch Aalto-universitetet) ist eine finnische Universität in der Hauptstadt Helsinki und deren Nachbarstadt Espoo. Sie wurde 2010 durch Fusion dreier vormals unabhängiger Hochschulen gebildet und ist nach dem finnischen Architekten Alvar Aalto benannt.
Im Jahr 2022 gab es 19.700 Studierende an der Universität.

## Geschichte
Die Aalto-Universität wurde offiziell am 1. Januar 2010 durch die Zusammenlegung der Technischen Universität Helsinki, der Handelshochschule Helsinki und der Hochschule für Kunst und Design Helsinki (TaiK) gegründet.
Die bisherigen Universitäten werden weiterhin als Unterbereiche oder Schulen in der neu entstandenen Universität bestehen.

### Aalto University School of Science and Technology

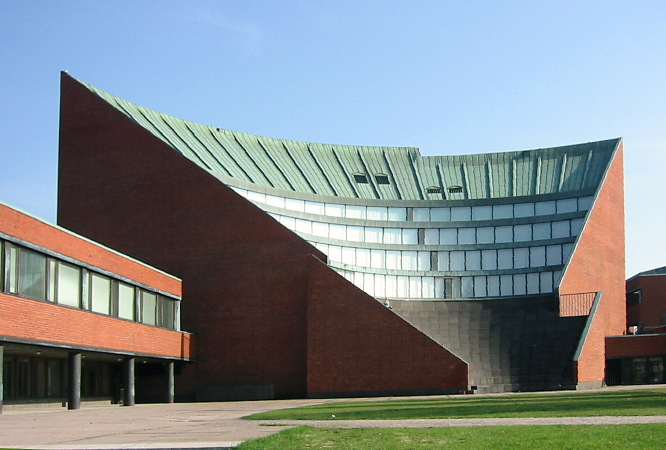
Das Hauptgebäude der Technischen Universität Helsinki

Das Logo der TKK

Die Aalto University School of Science and Technology entstand 2011 aus der ehemaligen Technischen Universität Helsinki, welche aus der 1849 gegründeten Technischen Schule Helsinki entstanden war. Die Entstehung der Technischen Hochschule in der Mitte des 19. Jahrhunderts begründete die organisierte technische Ausbildung Finnlands. 1872 erfolgte die Umbenennung in Polytechnische Schule Helsinki und 1879 in Polytechnisches Institut Helsinki. 1908 wurde daraus die Technische Hochschule Helsinki (finn. Helsingin Teknillinen Korkeakoulu, TKK), und somit begann die technische Ausbildung auf universitärer Ebene in Finnland.
In den 1950er und 1960er Jahren wurden in Helsinkis Nachbarort Espoo neue Gebäude errichtet, um dem wachsenden Platzbedarf der TKK gerecht zu werden. Hier zeichnete sich der bekannte finnische Architekt Alvar Aalto aus, der die Gebäude einheitlich gestaltete, nämlich in flacher, weiter Bauweise, begünstigt durch das großzügige Platzangebot, mit Flachdächern und roten Klinkern. Das Hauptgebäude erinnert in seiner Form an ein antikes Theater. Somit verließ die Technische Hochschule ihren ursprünglichen Standort im Helsinkier Viertel Hietalahti und siedelte sich auf der Halbinsel Otaniemi in der Gemeinde Espoo an.
Seit dem Zusammenschluss zur Aalto-Universität wurden die ehemaligen Fakultäten als vier neue Schulen gegründet. Diese sind die School of Engineering, die School of Chemical Technology, die School of Science und School of Electrical Engineering.

## AScI – Aalto Science Institute
Das Aalto Science Institute wurde 2011 gegründet, um für Wissenschaftler aller an der Aalto-Universität vertretenen Fachbereiche ein Forum zum gemeinsamen wissenschaftlichen Austausch über die Fächergrenzen hinweg zu ermöglichen. Dieses Ziel zu erreichen ist die Vorgabe der unter dem Dach des Instituts ablaufenden Programme.

### Hochschule für Kunst und Design Helsinki
Die Hochschule für Kunst und Design Helsinki bestand seit 1871 und ist fester Bestandteil der finnischen Designkultur.

### Gründung der Aalto-Universität
Die finnische Ministerin der Bildung, zu dieser Zeit Frau Sari Sarkomaa, und Vertreter der anderen Gründer, unterzeichneten die Aalto-Universität-Charta am 25. Juni 2008 in Helsinki. Ein siebenköpfiges Vorstandsgremium wurde am 15. August 2008 vorgestellt: Matti Alahuhta (CEO, Kone Oyj), Robert A. Brown (Präsident der Boston University), Anne Brunila (Präsident und CEO), Bengt Holmström (MIT), Marja Makarow (Univ. Helsinki, ERC), Saku Mantere (Hanken School of Economics) und Senior Design Manager Anna Valtonen (Nokia Oyj). Die Aalto-Universität kreierte auch die weltweit erste Professur für Curating and Mediating Art (für Kuratoren- und Vermittlungsarbeit im Bereich der Bildenden Künste) und besetzte diese mit der österreichischen Kulturwissenschaftlerin und Kuratorin Nora Sternfeld.
Tuula Teeri wurde vom Vorstand zur ersten Präsidentin der Aalto-Universität erwählt.

## Campus und Studenten

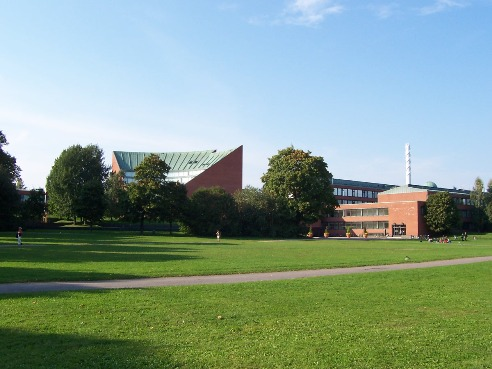
Der Campus der Technischen Universität Helsinki

Das Universitätsgelände beherbergt auch zahlreiche Spin-off-Firmen, die eng mit der TKK zusammenarbeiten oder aus ihren Instituten hervorgegangen sind. Darüber hinaus finden sich auch zahlreiche Studenten- und Praktikantenwohnheime in Campusnähe. Dies, sowie die Ansiedlung vieler High-Tech- und New-Economy-Unternehmen in unmittelbarer Umgebung von Otaniemi hatte großen Anteil daran, dass sich aus dem ehemals kleinen Vorort Espoo in der zweiten Hälfte des 20. Jahrhunderts die zweitgrößte Stadt Finnlands entwickelte.
Das finnische Bildungssystem verlangt von den Studierenden keinerlei Studiengebühren, vielfach werden Studenten durch staatliche oder industrielle Stipendien in ihrer Ausbildung unterstützt. Die Studentenschaft organisiert sich im Allgemeinen in – wörtlich übersetzt – „Kommunen“; die bedeutendste an der TKK ist die Teknillisen Korkeakoulun Ylioppilaskunta, abgekürzt TKY. Die englische Bezeichnung „Union“ oder auch der deutsche Begriff „Fachschaft“ wird der Funktion am ehesten gerecht. Jedoch ist die kostenpflichtige Mitgliedschaft in den „Kommunen“ im Allgemeinen Pflicht. Dafür bieten die Verbände auch Leistungen wie medizinische Versorgung an.
Die finnischen Studenten lassen sich zu besonderen Anlässen häufig an ihren Studentenoveralls erkennen.
Viele der Studentenwohnheime entstanden aus den Gebäuden des Olympischen Dorfes der Olympischen Sommerspiele 1952. Während der Leichtathletik-Weltmeisterschaften und der anschließenden offenen europäischen paralympischen Meisterschaften in Helsinki und Espoo im August 2005 waren wieder zahlreiche Athleten in Otaniemi untergebracht.
Die Fakultät für Wirtschaftswissenschaften hat außerdem einen Campus in Mikkeli. An diesem Standort wird ausschließlich ein Bachelor-Programm „International Business“ angeboten.